# João de Azpilcueta Navarro
João de Azpilcueta Navarro (Burlada, 1520-Salvador de Bahía, 1557) Misionero y sacerdote jesuita navarro, afincado en Brasil.

## Biografía
Miembro de la familia hidalga de los Azpilcueta, fue sobrino del arbitrista Martín de Azpilcueta y también fue pariente de San Francisco Xavier Jasso y Azpilcueta. Estudió en la Universidad de Coimbra, entre 1540 y 1549. En 1542 se alistó en la Compañía de Jesús en Coimbra. En 1544 comenzó a ejercer la docencia en Coimbra. En 1549 partió para Brasil, siendo  uno de los primeros catequistas de Brasil. Desembarcó en Bahía con otros cinco jesuitas, a cuyo frente iba el Padre Manuel da Nóbrega. Fueron muy bien acogidos por los colonos portugueses. Allí permaneció tres años, ocupándose de la construcción de la escuela y aprendió el idioma guaraní. En 1553 ejerció de sacerdote de la expedición comandada por Francisco Bruza Espinosa que fue a buscar las fuentes del río São Francisco. Igualmente, realizó una destacada labor de etnólogo estudiando los pueblos nativos que conoció, a veces vengativos y publicó a su regreso, en Salvador, un compendio de sus aventuras en aquella expedición. Tiene calle dedicada en Lisboa.

## Obras
- Arte de Grammatica da Lingoa mais usada na costa do Brasil